# L'Obs
L'Obs, fino al 23 ottobre 2014 Le Nouvel Observateur (in italiano: "Il nuovo osservatore") è un settimanale francese, fondato nel 1964 da Claude Perdriel e Jean Daniel. Il giornale è l'erede di France Observateur, a sua volta successore de L'observateur politique, économique et littéraire nato nel 1950.
Il giornale si posiziona a sinistra, con una linea "socialdemocratica" aperta a "tutte le sinistre".
Il giornale è controllato al 99% dalla società Le Monde libre che possiede la maggioranza del capitale del Groupe Le Monde.

## Storia
L'origine del giornale è L'Observateur politique, économique et littéraire, settimanale di 24 pagine con tiratura, dalla prima copia pubblicata il 13 aprile 1950, di 20 000 copie. Esso è stato fondato da ex membri della resistenza francese, Gilles Martinet dell'AFP, Roger Stéphane, Claude Bourdet e Hector de Galard, grazie anche alla collaborazione di Jean-Paul Sartre. Il giornale cambia nome in l'Observateur aujourd'hui nel 1953, poi in France Observateur nel 1954. Nella Francia del dopoguerra, impregnata nello spirito della resistenza di sinistra, France Observateur si afferma come un giornale combattivo, che considerava prioritaria la necessità di concedere l'indipendenza alle colonie, facendo trapelare dei rapporti militari in Indocina, denunciando scandali come le torture in Algeria. Il giornale aveva allora una tiratura di 100 000 esemplari.
All'inizio del 1964, France Observateur subisce delle difficoltà finanziarie. Claude Perdriel, un industriale appassionato di stampa, che fonderà più tardi Le Matin de Paris, e Jean Daniel, giornalista e scrittore, decidono di rilanciare il settimanale che diventa le Nouvel Observateur il 19 novembre 1964. La linea di redazione della rivista, messa a punto da Maurice Clavel e Gilles Martinet, e dopo il 1964 da Jean Daniel, è l'erede di un lungo periodo di "opposizione" ai governi francesi di centrodestra e conserva una netta sensibilità "di sinistra", incarnata principalmente dalla presenza del filosofo André Gorz, che firma i suoi contributi con il nome di Michel Bousquet. Nel 1965, la redazione condanna duramente gli interventi americani in Vietnam e nella Repubblica Dominicana.
Lo scopo della rivista è anche quello di favorire l'ascesa al potere della sinistra socialdemocratica.
Nel 1971 il giornale sostiene la lotta per il diritto all'aborto, pubblicando il Manifesto delle 343 donne che hanno deciso di abortire (allora l'aborto era illegale in Francia). Nel maggio dello stesso anno, il cronista scientifico del Nouvel Observateur, Alain Jaubert, viene insultato e picchiato in quanto giornalista da alcuni poliziotti mentre accompagna un manifestante ferito, a Parigi. Il giornalista viene arrestato e accusato di aver insultato, ferito ed aver opposto resistenza agli agenti. In seguito a tale fatto, un manifesto di denuncia alla polizia raccoglie numerose firme di giornalisti.
Nel 1974 la tiratura arriva a 400 000 copie. La ragione del successo è dovuta principalmente alla capacità del giornale di cogliere lo spirito del tempo: esso riesce a rappresentare l'evoluzione dei costumi e rivela al grande pubblico le numerose correnti socioculturali degli anni seguenti il 1968.
Dopo il 1981, la vicinanza del giornale con il potere socialista di François Mitterrand vede come conseguenza il crollo delle vendite. Jaqueline Rémy, autrice di un libro sulla storia del settimanale mostra come il giornale si sforzasse di difendere Mitterrand così come figure vicine al giornale, al potere in quel momento. Questa volontà di risparmiare alcuni uomini politici di sinistra, ispirata direttamente da Claude Perdriel e Jean Daniel continuerà durante alcuni anni.
Nel 1984, a seguito di nuove difficoltà finanziarie, Claude Perdriel aumenta il capitale del Nouvel Observateur e ne diventa azionista di maggioranza. Vengono ingaggiati nuovi giornalisti e il concept del giornale viene modificato. Le Nouvel Observateur si avvicina allo stile del settimanale di attualità, rilancia l'idea dei reportage e sviluppa la cronaca della società; dal 1985 un inserto di economia viene integrato nel giornale.
Nel settembre del 1993 appare un supplemento per la televisione, TéléCineObs, diretto da Richard Cannavo e diffuso a Parigi, diventa nazionale nel gennaio 1994. L'anno seguente Le Nouvel Observateur diventa il primo giornale d'attualità francese.
Nel 1999 Patrick Fiole (a capo della redazione) lancia con Christina Sourieau nouvelobs.com, sito di informazione del giornale. Vi si dedica un team specializzato di giornalisti, ma la moderazione è delegata alla società Netino.
Nel 2003 il supplemento parigino è rinominato Paris Obs, e il giornale si dota di ulteriori supplementi regionali.
Nel settembre del 2007 Le Nouvel Observateur lancia BibliObs, sito dedicato all'attualità letteraria.
La direzione del giornale è assicurata da Jean Daniel fino a giugno 2008, quando Denis Oliviennes viene nominato direttore generale delegato del gruppo Le Nouvel Observateur e direttore della pubblicazione del settimanale. La direzione della redazione viene affidata a Michel Labro, che succede nel dicembre del 2006 a Laurent Joffrin dopo il suo ritorno a Libération.
Nel 2011 Le Nouvel Observateur lancia una nuova piattaforma di informazione partecipativa, Le Plus. Esso è stato messo in piedi dopo anni di lavoro sul progetto, ingaggiando anche vecchi collaboratori della redazione. 
A marzo 2011 Laurent Joffrin viene nominato presidente del consiglio direttivo del Nouvel Observateur e direttore della redazione e pubblicazione. Ad agosto, Nathalie Collin è nominata copresidente del consiglio direttivo del giornale, e direttrice generale del gruppo Le Nouvel Observateur. Joffrin e Collin avevano già codiretto Libération.
Il 22 dicembre 2011 Le Nouvel Observateur annuncia l'acquisizione di parti dell'insieme azionario della società Rue89 per un totale di 7,5 milioni di euro. Questo avvicinamento porterà all'integrazione di regia e brand del sito rue89.com.
Il 29 marzo 2012 Le Nouvel Observateur lancia un mensile su tendenze, stile di vita, moda e viaggi intitolato Obsession.
Con la nuova formula lanciata nel 2011, Le Nouvel Observateur ha registrato lo stesso anno un aumento delle vendite in edicola del 7%, la più importante tra le riviste di attualità; tuttavia le cifre delle vendite si riducono fortemente negli anni seguenti.
A fine 2013, a seguito di ingenti perdite (9,8 milioni di euro durante l'anno), il giornale cerca un acquirente e nel 2014 il processo si accelera:
- a gennaio, gli uomini d'affari Xavier Niel, Perre Bergé e Matthieu Pigasse, già proprietari del giornale Le Monde, acquisiscono il 65% del Nouvel Observateur per 13,4 milioni d euro[22]. Questa acquisizione comporta il disimpegno parziale di Claude Perdriel[3];
- a marzo, di fronte all'erosione costante delle vendite e in disaccordo con i nuovi azionisti[23], Laurent Joffrin si dimette dal giornale insieme a Nathalie Collin, pur rimanendo editorialista[15]. Le dimissioni contemporanee[24] appaiono su un comunicato ufficiale del giornale[25]. Di fronte alla crisi di una stampa destabilizzata da Internet, i principali azionisti cercano una personalità in grado di incarnare il rinnovamento[26], mentre Claude Perdriel, infastidito da alcuni servizi e dalla deriva finanziaria del giornale, non sostiene più il direttore della redazione[23];
- nel mese di aprile, dietro proposta degli azionisti, Matthieu Croisseandeau viene scelto per il posto di direttore, mentre Nathalie Collin viene rimpiazzata da Jacqueline Volle come direttrice generale delegata, incaricata della supervisione della direzione finanziaria, del digitale e dell'informatica[27];
- il 5 giugno l'autorità per la concorrenza autorizza l'acquisizione del Nouvel Observateur da parte del trio di investitori Bergé-Niel-Pigasse, permettendo così di concludere l'operazione annunciata a gennaio[28]. A seguito d questo cambiamento di azionisti viene implementata una nuova formula e, il 23 ottobre 2014, Le Nouvel Observateur diventa L'Obs[2].
- Il 15 aprile 2015, L'Obs è designato "rivista dell'anno 2015" dal sindacato degli editori della stampa d'attualià (SMPE)[29].

A maggio 2016, dopo il licenziamento della direttrice aggiunta Aude Lancelin, Mediapart e Le Figaro, e in seguito la quasi totalità della stampa, ipotizzano che si tratti di una decisione politica. Secondo Aude Lancelin, ella si trovava in conflitto con la direzione a proposito della copertura delle manifestazioni "Nuit debout". Una mozione di sfiducia nei confronti del direttore de L'Obs è votata dall'80% dei giornalisti dell'Obs, per la prima volta nella storia del giornale. La Società dei redattori la definisce "una misura ingiustificata, che destabilizza profondamente il giornale, a meno di un anno da un'elezione presidenziale". Il gruppo Le Monde denuncia questa misura come un "metodo inedito nella storia de L'Obs". Il 25 maggio 2016 un collettivo di 45 figure del mondo del pensiero e della cultura pubblica su Libération una tribuna per denunciare il licenziamento come "un'operazione di polizia intellettuale".
Nel settembre 2016, di fronte a perdite di quasi tre milioni di euro e a vendite in caduta libera, la direzione presenta i dettagli del piano di ristrutturazione da cinque milioni con una riduzione di 40 giornalisti su 180, una fusione più importante con rue89 e un riposizionamento di Le Plus.
A dicembre 2017 L'Obs è condannato dal Conseil des prud'hommes di Parigi a versare 90 000 euro alla sua ex direttrice aggiunta Aude Lancelin per averla licenziata "senza una causa reale e seria".
Come molti altri giornali, negli anni seguenti L'Obs continua a perdere fortemente abbonati al formato cartaceo, numero di copie vendute e introiti pubblicitari. 
Il 13 novembre 2020 diventa direttrice della redazione Cécile Prieur, già vice direttrice della redazione di Le Monde, sostituendo Dominique Nora, che aveva accettato l'incarico due anni prima ponendo un limite di tempo, volendo presto tornare al lavoro di reporter.

### Linea editoriale
Secondo Claude Perdriel, fondatore del Nouvel Observateur, si tratta di un "giornale mendesista, socialdemocratico di sinistra". Nel 2012, secondo un sondaggio, il 71% dei suoi lettori si definisce di sinistra.
Per Aude Lancelin, così come per François Ruffin, l'evoluzione del giornale è tipica di una sinistra socialista legata al neoliberalismo.

## Organizzazione

### Direzione della redazione
- Direttrice della redazione: Dominique Nora
- Vice direttori: Clément Lacombe, Grégoire Leménager, Pascal Riché

### Direzione amministrativa
- Direttore generale: Grégoire de Vaissière
- Redattori e capi esecutivi:
  - Dal 1964 al 1985 : Hector de Galard (1921-1990)
  - Dal 1985 al 1988 : Franz-Olivier Giesbert
  - Dal 1988 al 1996 : Laurent Joffrin
  - Dal 1996 al 1999 : Bernard Guetta
  - Dal 1999 al 2006 : Laurent Joffrin
  - Dal 2006 al 2008 : Guillaume Malaurie et Michel Labro
  - Dal 2008 al 2014 : Michel Labro

## Risultati finanziari
Le perdite del giornale ammontano, secondo Jacqueline Rémy, a quasi 3 milioni nel 2011, 5 milioni nel 2012, e di 10 milioni nel 2013. Claude Perdriel, allora proprietario della testata, ha reinvestito 17 milioni di Euro per equilibrare i conti; nel 2013 dichiara di cercare investitori per un totale da 5 a 6 milioni di Euro.
A gennaio 2014 il proprietario Claude Perdriel cede, attraverso Groupe Perdriel, il 66% del capitale del Nouvel Observateur (che comprende anche TéléObs e Rue89) per un totale di 13,4 milioni di Euro al trio di investitori Bergé-Niel-Pigasse, che era già azionista di maggioranza del groupe Le Monde.
A fine novembre 2016, Claude Perdriel annuncia di voler uscire totalmente dal capitale entro la fine dell'anno.
|                         | 2014   | 2015   | 2016   | 2017   | 2018   |
| ----------------------- | ------ | ------ | ------ | ------ | ------ |
| Fatturato               | 80 351 | 69 419 | 60 680 | 55 448 | 45 926 |
| Perdite                 | 12 995 | 10 723 | 13 455 | 2 636  | 2 708  |
| Effettivo medio annuale | 226    | 218    | 230    | 206    | 160    |

## Diffusione
I dati sulla diffusione in Francia sono i seguenti
| Anno | Diffusione in Francia a pagamento | Evoluzione annuale | Diffusione totale (gratuito incluso) |
| ---- | --------------------------------- | ------------------ | ------------------------------------ |
| 2014 | 460 797                           | -7,6%              | 479 641                              |
| 2015 | 401 087                           | -13,0%             | 417 398                              |
| 2016 | 359 285                           | -10,4%             | 373 873                              |
| 2017 | 332 753                           | -7,4%              | 346 274                              |
| 2018 | 243 151                           | -20,19%            | 262 590                              |

## Premi letterari
Nel 2012, in partenariato con France culture, la testata crea il premio letterario Prix Mauvais genres.